# 尼娅·阿卜杜拉
尼娅·阿卜杜拉（英語：Nia Abdallah，1984年1月24日—），美国女子跆拳道运动员。她曾代表美国参加2004年夏季奥林匹克运动会跆拳道比赛，获得女子57公斤级银牌。她也曾参加2003年泛美运动会。